# Успенская церковь (Серпухов)
Це́рковь Успе́ния Пресвято́й Богоро́дицы (Богоро́дицкая церковь, Успе́нская церковь) — православный храм в историческом центре города Серпухова Московской области. Относится к Серпуховскому благочинию Подольской епархии Русской православной церкви.

## История
В 1620 году на месте современной Успенской церкви уже располагался деревянный храм. Строительство каменной церкви завершается в 1744 году (по другим данным, сооружение каменного храма относится к 1737 — 1741 годам). В 1817 году в здании происходит пожар, в результате чего оно повреждено. Реконструкция церкви осуществлена в 1846 — 1854 годах на средства серпуховского предпринимателя Николая Максимовича Коншина.
Храм закрыт в советское время не позже 1930-х годов. Протоиерей Алексий Синайский, настоятель, расстрелян Бутовском полигоне в 1938 году. Возвращен церкви в 1990-х годах. Богослужения проводятся не регулярно.

## Архитектурные особенности
Успенская церковь вместе с храмами Ильи пророка (1748 год) и Троицы (XVII—XVIII века) составляет ансамбль посадских храмов «удачно вписанных в городской пейзаж». Храм в русском стиле представляет собой одноглавый четверик с двухпридельной трапезной и колокольней. Церковь имеет приделы во имя святого апостола Иоанна Богослова, иконы Божией Матери «Всех Скорбящих Радость», а также расположенный в колокольне придел во имя преподобного Николы Святоши.

## Духовенство
- Настоятель храма — священник Александр Волков[4].